# Canton d'Hyères-Est
Le canton d'Hyères-Est est un ancien canton français situé dans le département du Var et la région Provence-Alpes-Côte d'Azur.

## Histoire
Le canton d'Hyères-Est est créé par le décret du 13 janvier 1997 scindant le canton d'Hyères.
Il est supprimé lors du redécoupage cantonal de 2014.

## Représentation
| Période | Période | Identité       | Étiquette    | Qualité                                           |
| ------- | ------- | -------------- | ------------ | ------------------------------------------------- |
| 1998    | 2004    | Gilbert Werkle | RPR          | Chirurgien-dentiste à Hyères                      |
| 2004    | 2015    | Francis Roux   | UMP puis DVD | Médecin généraliste Conseiller municipal d'Hyères |

## Composition
Le canton d'Hyères-Est regroupait 1 commune et compte 28 056 habitants (recensement de 2010 sans doubles comptes).
| Communes           | Population   | Code postal | Code insee | Intercommunalité                                        |
| ------------------ | ------------ | ----------- | ---------- | ------------------------------------------------------- |
| Hyères (chef-lieu) | +28 056, (1) | 83400       | 83069      | Communauté d'agglomération Toulon Provence Méditerranée |

(1) fraction de commune.

### Quartiers d'Hyères inclus dans le canton
- Porquerolles
- Port-Cros
- Île du Levant
- le Port
- L'Ayguade
- Les Salins
- Paradis
- Gambetta

## Démographie
| 1962 | 1968 | 1975 | 1982 | 1990   | 1999   | 2006   | 2009 |
| ---- | ---- | ---- | ---- | ------ | ------ | ------ | ---- |
| -    | -    | -    | -    | 22 908 | 26 424 | 29 559 | -    |